# Vasas SC (szachy)
Vasas SC – węgierski klub szachowy z siedzibą w Budapeszcie, sekcja Vasas SC.

## Historia
Klub został założony w 1927 roku jako szósta sekcja Vasas SC. W 1947 roku zawodnik klubu, Pál Benkő, zdobył tytuł mistrza kraju, a trzy lata później klub zdobył drużynowe mistrzostwo Węgier. Zawodnikami klubu byli także m.in. András Adorján, József Pintér i Zoltán Ribli.
W sezonie 2011/2012 klub po raz ostatni występował w NB I.